# Alcaudón (Hyperion)
El Alcaudón —en inglés: Shrike— es un personaje de ficción de la tetralogía de ciencia ficción denominada popularmente como Los Cantos de Hyperion, escrita por el autor norteamericano Dan Simmons. Su nombre proviene de una pequeña ave que empala a sus presas en las ramas de los árboles.

## Apariencia y habilidades
Su apariencia es humanoide, pero está constituido por una especie de armadura de metal; mide más de tres metros, tiene cuatro poderosos brazos y se encuentra completamente repleto de dolorosas agujas metálicas y cuchillos por todo el cuerpo. Su rostro tiene mandíbulas con colmillos de metal capaces de partir una nave y sus ojos facetarios son de color rubí. 
Algunas de sus habilidades son el ser prácticamente invulnerable, y tener un control absoluto del tiempo, por lo que resulta letal a sus adversarios. Empala a sus víctimas en un árbol de cromo conocido como el Árbol del Dolor. Las personas clavadas en él sufren los más terribles dolores, pero no se les permite morir para así aliviar su sufrimiento. 

## Origen, misión y destino
En La caída de Hyperion se especula un poco sobre su origen, al revelarse que el Alcaudón fue creado por la Inteligencia Máxima de las IA en un futuro lejano y lanzado hacia el pasado a través de las Tumbas de Tiempo con la misión de buscar al elemento Empatía del Dios trino humano, fugado desde ese mismo futuro donde se libra la batalla final entre el deus ex machina de las máquinas y la deidad evolutiva y sintiente de la humanidad; la empatía es sensible al dolor humano, de ahí que la extrema crueldad del Alcaudón y su Árbol sirvan como señuelo para darle caza.
Sin embargo, éste no es el único origen posible del Alcaudón, tal y como se revela en El ascenso de Endymion, ni únicamente sirve a los elementos del TecnoNúcleo o su IM.

## El Alcaudón enHyperion
En el siglo XXVIII, la humanidad ha abandonado el moribundo planeta Tierra y ha empezado a colonizar la galaxia, formando una sociedad interestelar conocida como la Hegemonía del Hombre, asesorada por el grupo de inteligencias artificiales que conforman el TecnoNúcleo.
En el mundo llamado Hyperion, en el Afuera más allá de la Red de Mundos, las leyendas locales aseguran desde hace siglos que existe una criatura sobrehumana que solo se comunica mediante el dolor y la muerte. 
Siempre se le ha visto merodeando las inmediaciones de las llamadas Tumbas de Tiempo, artefactos alienígenas presentes en el planeta desde mucho antes de la Primera Colonización humana de Hyperion que están sujetos a unos extraños campos antientrópicos que se supone, retienen al Alcaudón. 
Desde las matanzas provocadas en la Ciudad de los Poetas durante la Segunda Colonización en el siglo XXVI auspiciada por el rey Guillermo XXIII del reino de Windsor-en-Exilio -popularmente conocido como Triste Rey Billy- y que los lugareños siempre han atribuido a la criatura, nadie ha vuelto a ver ni a saber nada del Alcaudón. 
Sin embargo, en el momento que transcurren los hechos de la novela dos siglos después, una serie de inexplicables y sucesivas masacres en distintos puntos del planeta, hace crecer de nuevo la sospecha de que la mítica criatura no es tanto una leyenda como una pesadilla muy real. 

### La Reaparición del Alcaudón
La razón de su reaparición parece estar relacionada con la inminente apertura de las Tumbas de Tiempo, que está provocando el debilitamiento de los campos de fuerza y las mareas de tiempo que retenían a la criatura, permitiendo que el Alcaudón tenga un radio de acción cada vez mayor. 
Así, y ante el temor de que las Tumbas en realidad son instrumentos provienientes del futuro que se van a abrir en un futuro inmediato entrando en fase su contenido con el tiempo local, millones de habitantes del planeta se desplazan hacia el puerto espacial de la capital, Keats, para intentar evacuar el planeta ante la sospecha de que lo que en realidad encierra sea el Alcaudón o peor aún, un ejército de Alcaudones que exterminarán a toda la población humana de Hyperion.

### El Culto al Alcaudón
Durante las últimas décadas un grupo de ocultistas fascinados por la criatura, se constituyeron en la llamada Iglesia de la Expiación Final y lo veneran como el Señor del Dolor, considerándolo no tanto como un monstruo asesino sino como el avatar destinado a llevar el flagelo de la expiación final de la raza humana por los desastres cometidos en toda su historia y el atentado final que significó la destrucción del planeta natal, la Tierra. 
Este grupo radical se ha ido organizando en los últimos decenios, abriendo templos en diversos mundos de la Red a la espera de que se cumplan las profecías de su particular Armagedón. 
Debido al interés permanente de la Hegemonía por el extraño planeta del Afuera debido a sus extrañas singularidades, el Culto al Alcaudón ha ganado cierta influencia política en los últimos años, tolerada solo por las élites del Senado -y permitida en las predicciones del TecnoNúcleo de IAs- debido a la supuesta información que se pudiese manejar o sustraerse de su participación en torno a la variable Hyperion.
Así, debido a la mitografía del Alcaudón promovida por la Iglesia de la Expiación Final, cada cierto tiempo se organiza una peregrinación permitida por la Hegemonía donde una cantidad de personas que siempre debe sumar un número primo viaja hasta las Tumbas de Tiempo para formular sus deseos al Alcaudón; según la leyenda, la criatura solo satisface el deseo de un peregrino, matando a todos los demás. Se han realizado muchas peregrinaciones financiadas por la Iglesia en los últimos años. Nadie ha vuelto jamás.

### El Alcaudón y las historias de los peregrinos
La novela narra la que parece ser la Última Peregrinación en el planeta Hyperion, en el citado contexto de la apertura de las Tumbas de Tiempo y en el marco de una posible guerra de dimensiones cósmicas entre la Hegemonía y la raza de los Éxters bajo la atenta mirada del TecnoNúcleo por el control final del planeta y sus terribles misterios. 
Para esta ocasión, los peregrinos fueron seleccionados meticulosamente entre miles de aspirantes por razones que ni ellos mismos conocen.
Los peregrinos, pues, comienzan a narrar sus distintas historias para intentar buscar un sentido a su designación y también, a las extremas circunstancias que están viviendo y al hacerlo, descubren que en todas ellas, aparece de una u otra manera la inevitablemente presencia del Alcaudón como nexo común que las aglutina.
- En la historia de Lenar Hoyt, el Alcaudón aparece en los relatos del padre Duré, instantes antes de serle concedida la inmortalidad física por el precio de su alma mediante el parásito cruciforme.

- La narración del coronel Kassad revela la presencia del Alcaudón justo en el momento en que el soldado traiciona su código moral y se abandona a la guerra total de la mano de su amante imposible, la mujer conocida como Moneta. En el final de su historia, la propia Moneta se transforma obscenamente en el Avatar en el momento final de su último acto sexual después de la sangrienta y desigual batalla. El coronel acude a Hyperion para matarlos a ambos, ya que los considera culpables de la corrupción de su alma.

- El poeta Martin Silenus está embarcado en la realización de la que considera que es la mayor obra poética de su tiempo, los Cantos. Silenus cree que sus versos determinan el presente y el futuro de la humanidad a medida que se escriben. Pero el poema está inconcluso y Silenus solo puede continuar escribiendo en presencia de una inspiración mayor. Durante su última estancia en el planeta, doscientos años atrás, descubre horrorizado que su Musa no es otra que el Alcaudón. Acude a la peregrinación para encontrarse de nuevo con el Avatar y poder así concluir su poema.

- El profesor Sol Weintraub, estudioso de los sistemas éticos, siempre ha rechazado el sacrificio y el orden sumiso a un ser superior. Alentado por unos extraños sueños, acude a Hyperion a buscar la cura a la extraña enfermedad que su hija Rachel contrajo hace más de veinte años en las propias Tumbas de Tiempo, si acaso debido al Alcaudón y que le hacen envejecer a la inversa. En el momento de la peregrinación, la niña tiene apenas unos pocos días.

- La detective Brawne Lamia va a Hyperion en nombre de su amante asesinado, el cíbrido basado en la personalidad del poeta John Keats, debido a su sospecha de que el planeta Hyperion y sus misterios, las Tumbas de Tiempo y el Alcaudón, están en la génesis de una lucha de poder de dimensiones cósmicas que alterará el futuro de la humanidad. La detective está encita de su amante y para su sorpresa, poco antes de partir en peregrinación, los sacerdotes de la Iglesia de la Expiación Final la reverencian como la Madre de la Expiación y la Novia del Avatar.

- El Cónsul forma parte de la historia al haber manipulado secretamente y después de una doble traición, un artefacto que ha precipitado la apertura de las tumbas de Tiempo y liberará definitivamente al Alcaudón.

- Het Masteen, el templario, no pudo contar su historia, pues desapareció misteriosamente durante el viaje en la carreta eólica. Sus compañeros encontraron su habitación llena de sangre y sospecharon desde un principio que el místico del Muir había sido la primera víctima del flagelo del Alcaudón.